# Pays d'origine sûrs en droit français de l'asile
Pour un article plus général, voir Pays d'origine sûr.
La notion de « pays d'origine sûr » est utilisée dans le domaine du droit de l'asile, aussi bien en France que dans l'Union européenne.

## Dispositions
Aux termes de l'article L741-4 du Code de l'entrée et du séjour des étrangers et du droit d'asile (CESEDA), l'admission en France d'un étranger qui demande à bénéficier de l'asile peut être refusée, entre autres, si cet étranger a la nationalité d'un pays considéré comme un « pays d'origine sûr », c'est-à-dire d'un pays qui veille au respect des principes de la liberté, de la démocratie et de l'état de droit, ainsi que des droits de l'homme et des libertés fondamentales. 
Cette disposition, instaurée par le droit communautaire[réf. nécessaire], permet d'écarter rapidement des demandes présumées non fondées.
L'article L531-25 du CESEDA donne au conseil d'administration de l'OFPRA la compétence de fixer la liste des pays considérés au niveau national comme des « pays d'origine sûrs ».  

### Premières listes
Le 30 juin 2005, une première liste des « pays d’origine sûrs » a été établi par l'OFPRA : Bénin, Bosnie, Cap-Vert, Croatie, Géorgie, Ghana, Inde, Mali, Maurice, Mongolie, Sénégal et Ukraine.  
Le 3 mai 2006, ont été ajoutés l'Albanie, la Macédoine, la Tanzanie, le Niger et Madagascar. L’Albanie et le Niger ont été retirés de la liste après un arrêt du Conseil d'État du 13 février 2008. 

### Modifications de 2009 et contestation contentieuse
Par une décision du 20 novembre 2009, le conseil d'administration de l'OFPRA a retiré de la liste la Géorgie et y a ajouté l'Arménie, la Serbie et la Turquie,,. La requête en référé-suspension déposée par plusieurs associations, contre cette décision a été rejetée le 26 février 2010, pour défaut d'urgence, par le Conseil d'État,. Le Conseil d'État a ensuite, le 23 juillet 2010, annulé l'inscription sur la liste de l'Arménie et de la Turquie et le maintien sur cette liste de Madagascar et (uniquement pour les femmes) du Mali,.

### Ajouts effectués en 2011
Par une décision du 11 mars 2011, le conseil d'administration de l'OFPRA a ajouté à la liste des pays d'origine sûrs l'Albanie et le Kosovo,. Cet ajout a été annulé par une décision du Conseil d'État du 26 mars 2012, au motif que « en dépit des progrès accomplis, notamment par la république d'Albanie, ni cette dernière ni la république du Kosovo ne présentaient, à la date de la décision attaquée, eu égard notamment à l'instabilité du contexte politique et social propre à ces pays ainsi qu'aux violences auxquelles sont exposées certaines catégories de leur population, sans garantie de pouvoir trouver auprès des autorités publiques une protection suffisante, les caractéristiques justifiant leur inscription sur la liste des pays d'origine sûrs ».
D'après Amnesty International, l’Arménie, le Bangladesh, le Monténégro et la Moldavie auraient été ajoutés à la liste[réf. nécessaire].

### Suppression du Mali en décembre 2012
En décembre 2012, l'inscription du Mali sur cette liste a été supprimée « à la demande du Haut Commissariat aux réfugiés (HCR) à cause, notamment, de la situation dans le nord du pays », d'après le directeur de l'OFPRA.

### Modifications de 2013
En 2013, la Croatie a été retirée de la liste à la suite de l'accès du pays à l'Union européenne. La Géorgie y a été de nouveau inscrite.

### Modifications de 2015
Cette liste actualisée le 9 octobre 2015 par l'OFPRA comportait au total 16 pays : Albanie, Arménie, Bénin, Bosnie-Herzégovine, Cap-Vert, Géorgie, Ghana, Inde, Macédoine du Nord, Maurice, Moldavie, Mongolie, Monténégro, Sénégal, Serbie, Tanzanie. Elle a été réactualisée le 9 octobre 2015 (ajout du Kosovo, retrait de la Tanzanie). Le Conseil d’État a confirmé cette décision en décembre 2016.

### Évolutions de la liste de 2019 à 2021
En mai 2019, l’ARDHIS demande le réexamen de la liste au regard de la nouvelle définition adoptée dans la loi Colomb, qui oblige le conseil d'administration de l'OFPRA à tenir compte de la situation des personnes homosexuelles ou bisexuelles dans les pays pour l'établissement de la liste. Le Conseil d'administration décide de maintenir les pays présents sur la liste, avec une attention particulière portée sur la situation démocratique au Bénin. En septembre 2020, constatant que la situation démocratique du Bénin est dégradée, son inscription sur la liste est suspendue pour un an par le conseil d’administration. En juillet 2021, le Conseil d'État, saisi par plusieurs associations LGBTI+ dont l'ARDHIS et plusieurs associations de la CFDA, décide d'annuler l'inscription du Bénin au regard de la situation démocratique et du Ghana et du Sénégal compte tenu de l'existence d'une pénalisation des relations homosexuelles dans ces deux pays,. 

### Liste 2023 des POS
Actualisée à la suite de la décision du Conseil d'État du 2 juillet 2021
- La république d'Albanie
- La république d'Arménie
- La Bosnie-Herzégovine
- La république du Cap-vert
- La Géorgie
- La république de l'Inde
- La Macédoine du Nord
- La république de Maurice
- La république de Moldavie
- La république de Mongolie
- La république du Monténégro
- La république de Serbie
- La république du Kosovo

## Critiques
La notion de « pays d'origine sûr » a été critiquée par diverses instances en ce qu'elle réduit sérieusement les chances d'obtenir l'asile et participe de l'accélération des procédures d'examen des demandes, au risque d'évacuer les dimensions singulières propres à chaque cas individuel. Le haut commissaire des Nations unies aux réfugiés (de 2001 à 2005) Ruud Lubbers avait ainsi critiqué ce concept, introduit par la directive Procédure, en 2003, affirmant qu'il mettait en danger les réfugiés. Amnesty International a aussi demandé à la France, en 2008, qui prenait alors la présidence de l'Union européenne de « favoriser un accord politique visant à abandonner le concept de « pays d'origine sûr » et à garantir à chaque demandeur d'asile le droit à un recours effectif avec effet suspensif contre toute décision prise en première instance. ». L'ONG soulignait qu'« alors que l'Union européenne [était] passée de 12 à 27 membres, ces quinze dernières années, près de trois fois moins de personnes ont pu déposer une demande d'asile sur le territoire commun. »
En France, cette notion a été critiquée par la Commission nationale consultative des droits de l'homme. Le Comité des droits de l'homme de l'ONU s'est inquiété en 2008 « de ce qu’en vertu de la procédure dite « procédure prioritaire » l’expulsion physique a lieu [depuis la France] sans attendre la décision d’un tribunal si la personne est renvoyée vers un « pays d’origine sûr », apparemment incluant l’Algérie et le Niger ».
En décembre 2016, l’ADDE, le Gisti, Dom’Asile et la LDH ont, parallèlement à plusieurs autres associations, déposé un recours pour excès de pouvoir contre la décision du conseil d’administration de l’OFPRA du 9 octobre 2015 fixant une nouvelle liste des pays d’origine sûrs. Cette liste est contestée, en premier lieu, comme entachée d’erreur de droit, parce qu’elle ne tient pas compte de la nouvelle définition de la notion de pays d’origine sûr par la directive 2013/32/UE du 26 juin 2013, transposée par la loi du 29 juillet 2015 (art. L. 722-1 du Ceseda).

## Jurisprudence
- Conseil d'État, 5 avril 2006, no 284706
- Conseil d'État, 13 février 2008, no 295443 (Ariane Vidal-Naquet, « Réfugiés et apatrides et pays d'origine sûrs. Le Conseil d'État et la loi : nouvelles contorsions », RFDA 2008, p. 535)
- Conseil d'État, 02 juillet 2021, no 437141